# Vitpannad biätare
Vitpannad biätare (Merops bullockoides) är en fågel i familjen biätare inom ordningen praktfåglar. Den förekommer i stora delar av centrala och södra Afrika. Fågeln tros öka i antal. 

## Utseende och läte
Vitpannad biätare är en ljus och färgglad biätare. Röd strupe och vit linje under svart ansiktsmask gör den omisskännlig. Huvudsakliga lätet är ett nasalt rullande "ngyaaau".

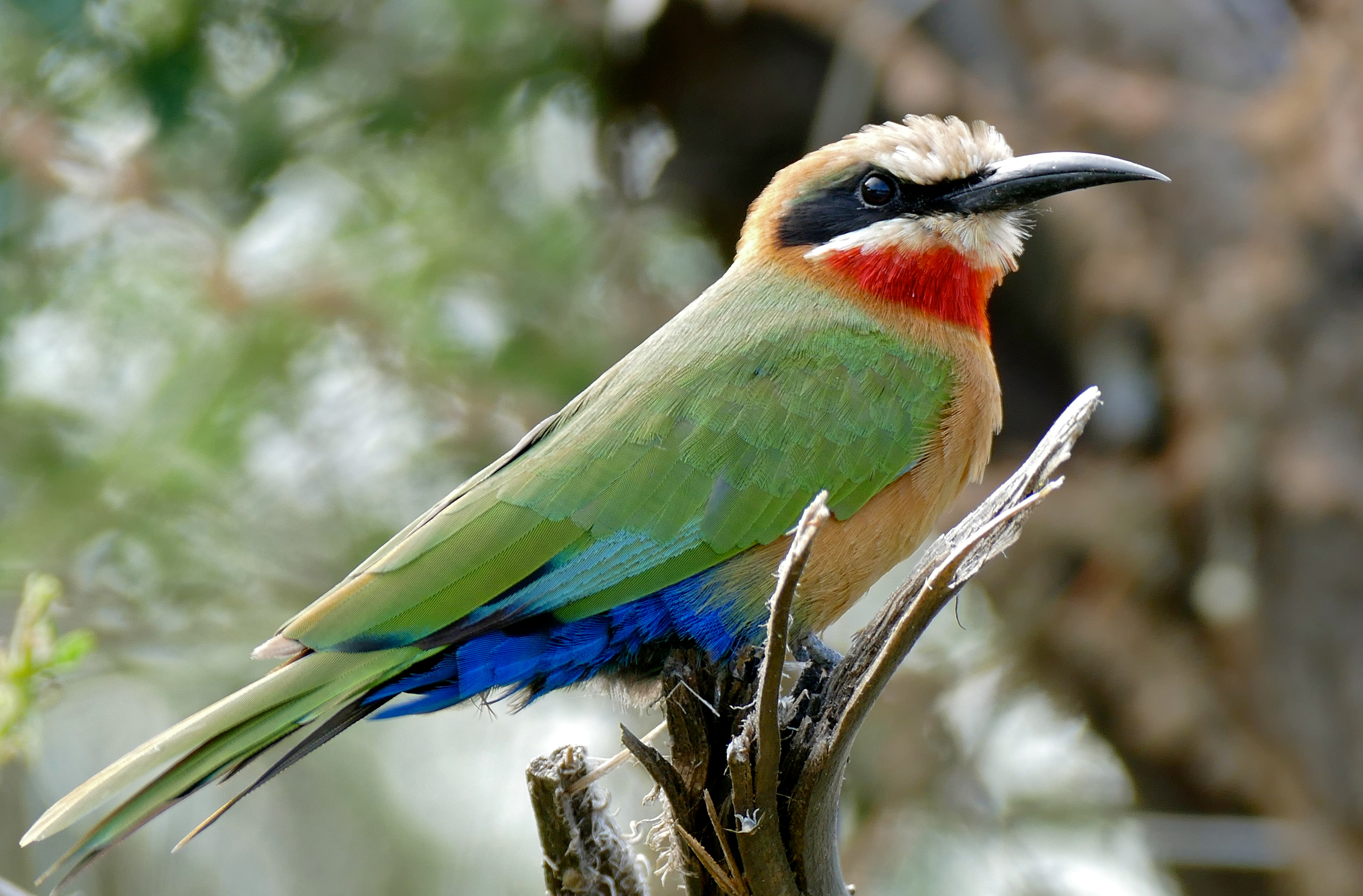

## Utbredning och systematik
Vitpannad biätare förekommer i centrala och södra Afrika. Den behandlas antingen som monotypisk eller delas in i två underarter med följande utbredning:
- Merops bullockoides bullockoides – förekommer i halvtorra tropiska savanner i centrala och södra Afrika
- Merops bullockoides randorum – förekommer i högländerna i södra Tanzania

## Levnadssätt
Vitpannad biätare hittas i skogslandskap intill rinnande vattendrag, sluttningar och buskmarker, framför allt nära jordbankar där den formar häckningskolonier med upp till 450 individer. Den anses ha en av fågelvärldens mest komplexa sociala strukturer, med familjer, klaner och till och med pirater.

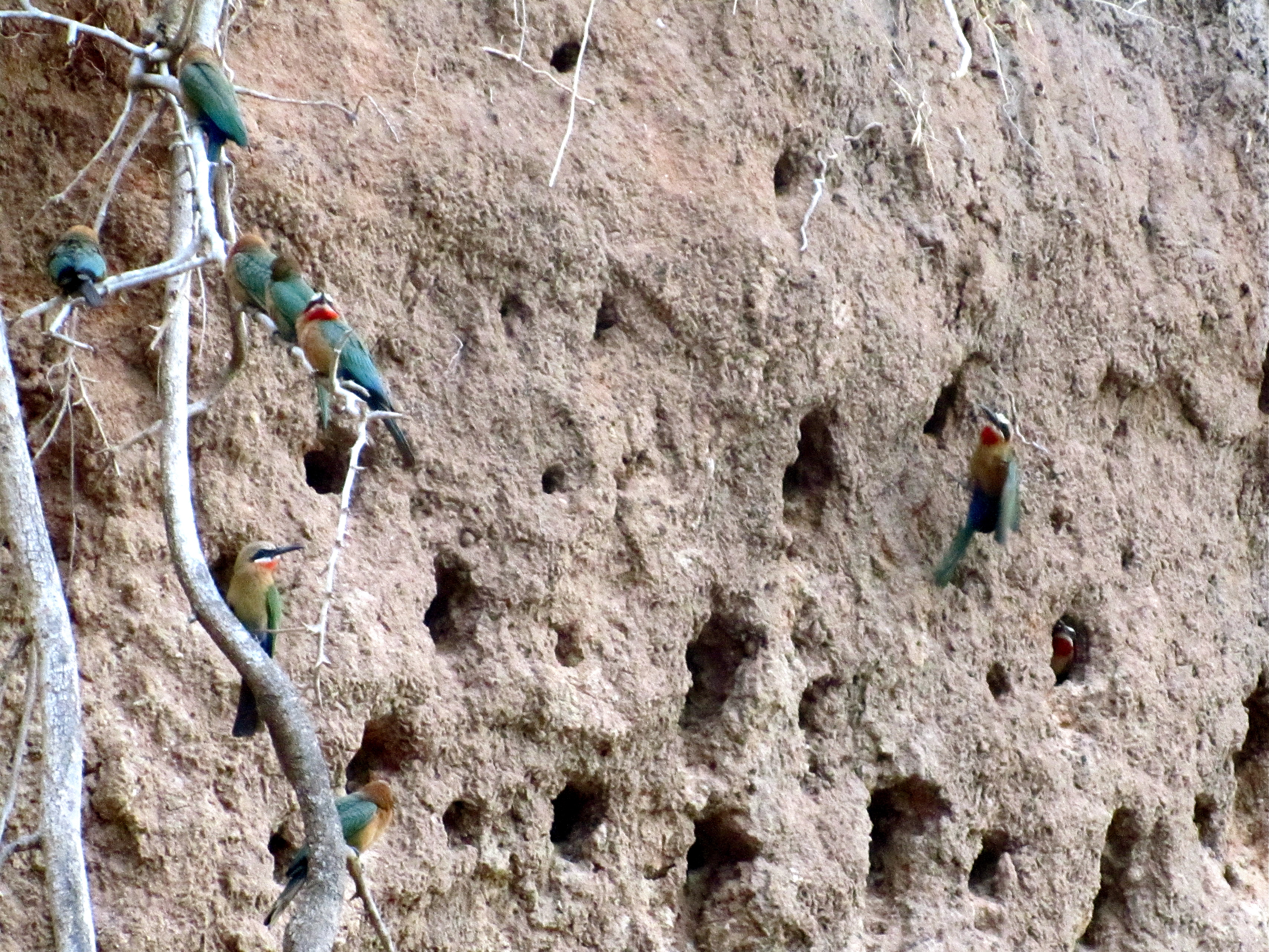
Koloni med vitpannade biätare i Tanzania.

## Status och hot
Arten har ett stort utbredningsområde och tros öka i antal. Internationella naturvårdsunionen IUCN listar den därför som livskraftig (LC).